# Федорова Оксана Геннадіївна
Оксана Геннадіївна Федорова (17 грудня 1977, Псков) — російська телеведуча, переможниця конкурсів «Міс Санкт-Петербург» (1999), «Міс Росія» (2001) і «Міс Всесвіт» (2002; титул втратила, не виконавши пов'язаних з ним обов'язків). За освітою — юристка. Філантропка, фотомодель, акторка та співачка. Підтримує путінський режим та війну Росії проти України.

## Життєпис
Народилася 17 грудня 1977 року в Пскові.
Закінчила міліцейсько-правовий ліцей Пскова (раніше — середня освітня школа № 8) із золотою медаллю.
У 1997 році закінчила із золотою медаллю Псковську середню спеціальну школу міліції і кілька місяців пропрацювала слідчим в одному з районних відділів міліції Пскова. У тому ж році вступила до Санкт-Петербурзький університет МВС РФ на факультет керівників міських і районних органів внутрішніх справ.